# Уэркман (тауншип, Миннесота)
Уэркман (англ. Workman) — тауншип в округе Эйткин, Миннесота, США. На 2000 год его население составило 194 человека.

## География
По данным Бюро переписи населения США площадь тауншипа составляет 92,4 км², из которых 85,0 км² занимает суша, а 7,4 км² — вода (8,02 %).

## Демография
По данным переписи населения 2000 года здесь находились 194 человека, 90 домохозяйств и 64 семьи.  Плотность населения —  2,3 чел./км².  На территории тауншипа расположено 250 построек со средней плотностью 2,9 построек на один квадратный километр. Расовый состав населения: 95,36 % белых, 3,61 % коренных американцев, 0,52 % азиатов и 0,52 % приходится на две или более других рас. Испанцы или латиноамериканцы любой расы составляли 0,52 % от популяции тауншипа.
Из 90 домохозяйств в 18,9 % воспитывались дети до 18 лет, в 65,6 % проживали супружеские пары, в 5,6 % проживали незамужние женщины и в 27,8 % домохозяйств проживали несемейные люди. 22,2 % домохозяйств состояли из одного человека, при том 10,0 % из — одиноких пожилых людей старше 65 лет. Средний размер домохозяйства — 2,16, а семьи — 2,48 человека.
13,9 % населения — младше 18 лет, 4,1 % — в возрасте от 18 до 24 лет, 21,1 % — от 25 до 44, 33,0 % — от 45 до 64, и 27,8 % — старше 65 лет. Средний возраст — 56 лет. На каждые 100 женщин приходилось 100,0 мужчин.  На каждые 100 женщин старше 18 приходилось 103,7 мужчин.
Средний годовой доход домохозяйства составлял 35 833 доллара, а средний годовой доход семьи —  37 083 доллара. Средний доход мужчин —  28 750  долларов, в то время как у женщин — 21 607. Доход на душу населения составил 18 518 долларов. За чертой бедности находились 6,2 % семей и 6,2 % всего населения тауншипа, из которых 3,4 % младше 18 и 15,6 % старше 65 лет.